# Ceratophygadeuon nigrifemur
Ceratophygadeuon nigrifemur là một loài tò vò trong họ Ichneumonidae.